# Naučná stezka U Irů lípy
Naučnou stezku U Irů lípy vytvořilo v roce 1992 Centrum ekologické výchovy Dřípatka, které bylo založeno v roce 1991 při Základní škole Vodňanská v Prachaticích. Hlavním iniciátorem naučné stezky byl učitel Aleš Záveský (1926–1995), průkopník ekologické výchovy, který se zasloužil o zakládání genofondových ploch ohrožených rostlin a o tvorbu naučných stezek v okolí Prachatic. 

## Popis trasy
Naučná stezka U Irů lípy se nachází na východním okraji Prachatic směrem na Lhenice. V místě, kde modrá turistická značka kříží Nebahovskou ulici, se nachází dřevěná branka, která je začátkem naučné stezky U Irů lípy. Stezka prochází přírodní památkou Irů dvůr a je dlouhá 750 m. Je to travnatá pěšina lemovaná keři a stromy, na kterých jsou vyvěšené budky a krmítka pro ptactvo. Stezka měla původně 10 zastavení a byla součástí výukových programů o přírodě. V současné době (březen 2019) naučnou stezku připomíná jedna informační tabule, která stojí v místech původní památné Irů lípy. 
Stezka není náročná a je určena pěším návštěvníkům všech věkových kategorií. Od okraje lesa se ukazuje panoramatický výhled na okolní vrchy s nejvyšším vrcholem Libínem (1 093 m n. m.). 

## Irů lípa
Irů lípa, podle údajů na informační tabuli, byla lípa malolistá, vysoká 23 m s obvodem kmene 360 cm. Její věk se odhadoval na 270 let. Zničila ji vichřice 23. listopadu 1984. V roce 1985 byla poblíž vysazena nová lípa. V témže roce byl v těchto místech vytvořen biokoridor, první v okrese Prachatice, který spojuje město s okolím. 

## Galerie

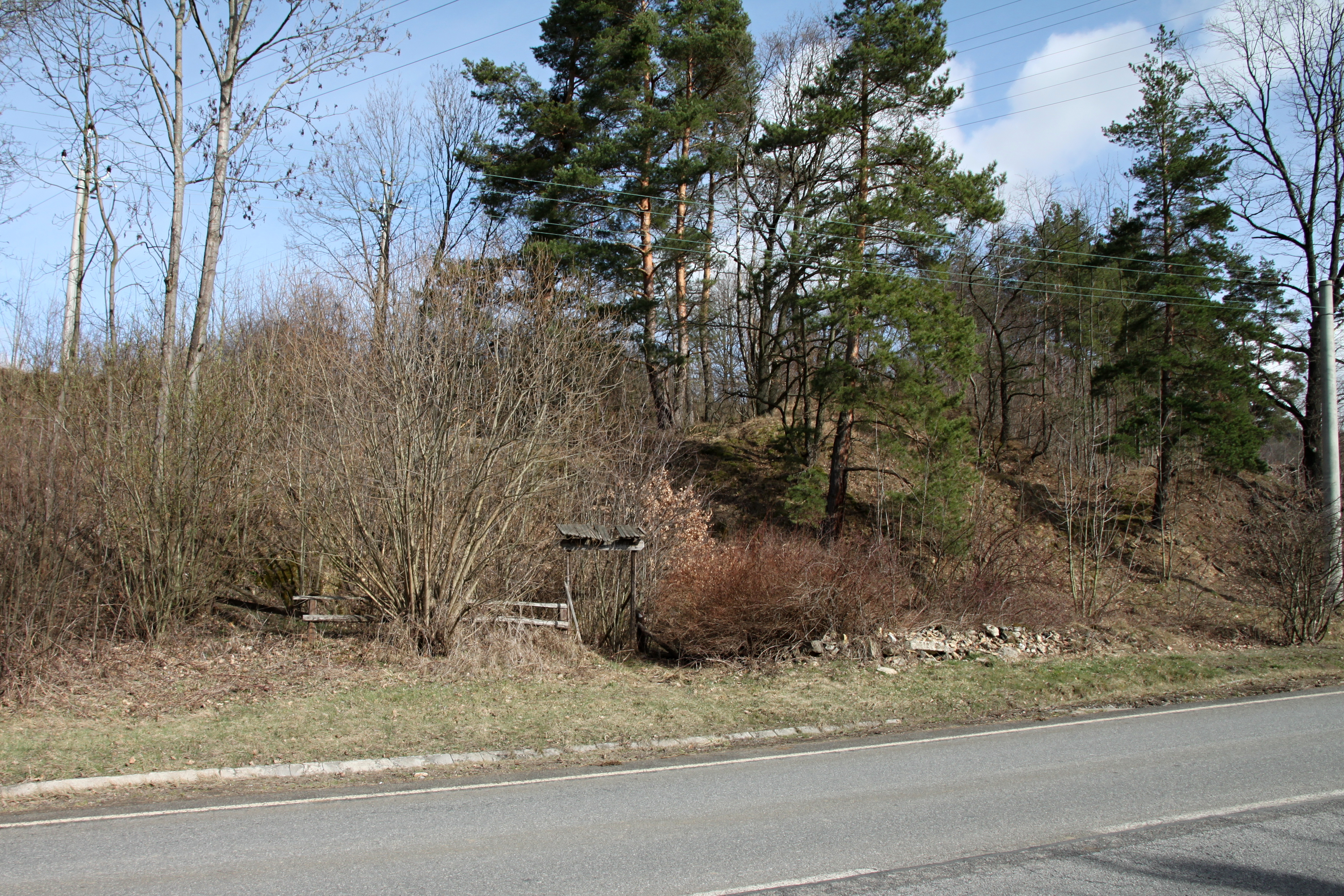
Začátek stezky u Nebahovské ulice
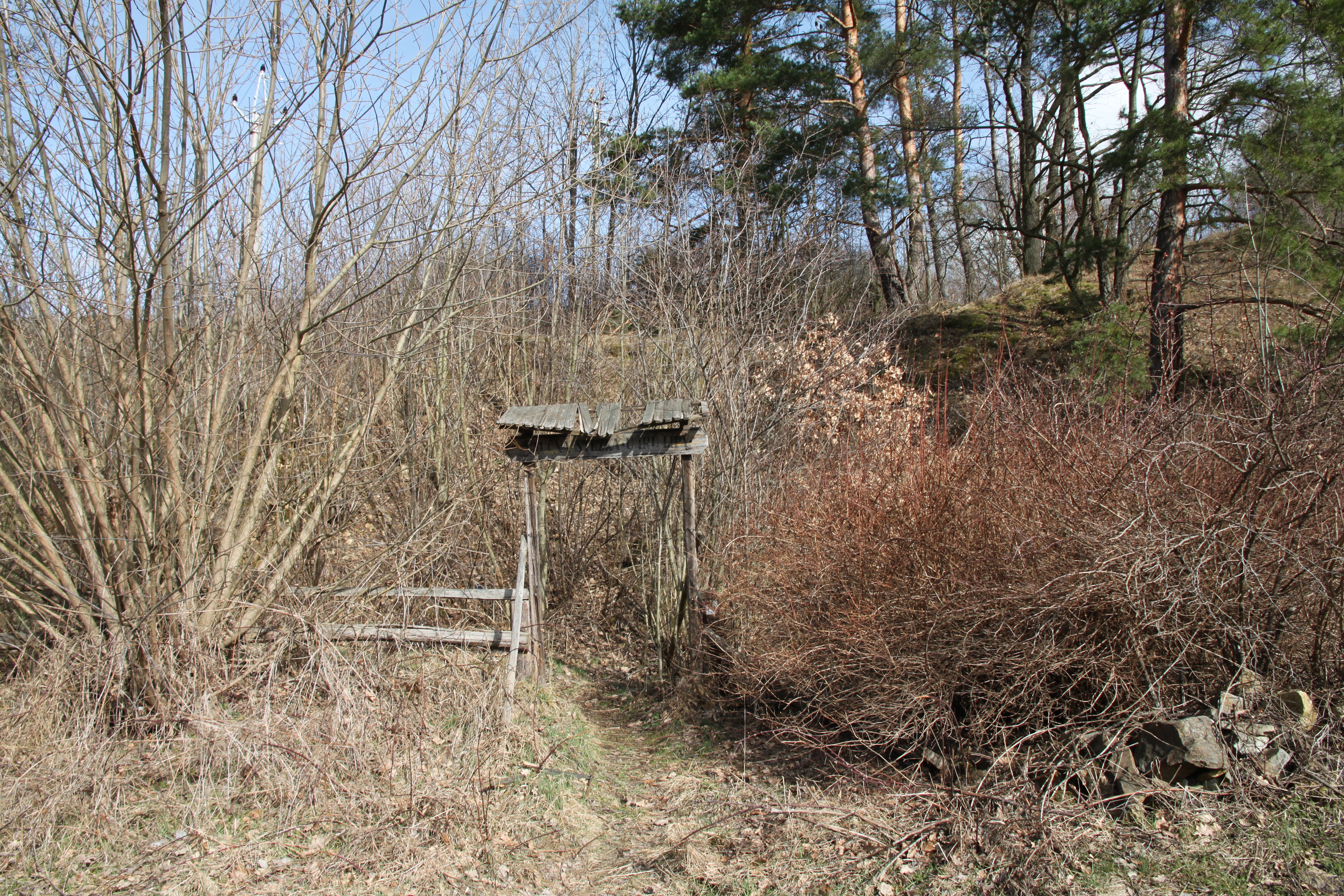
Vstupní branka
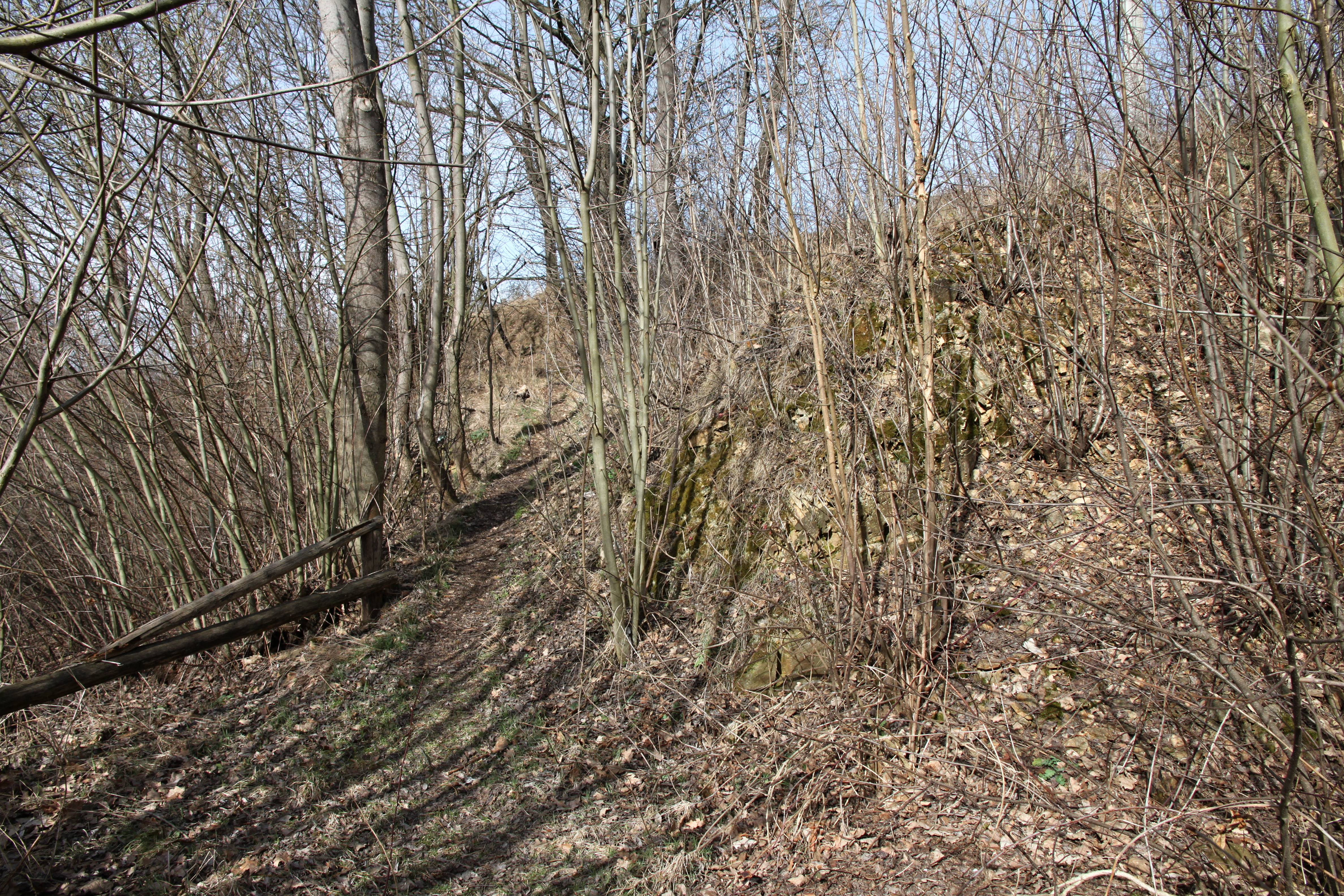
Stezka je travnatá pěšina
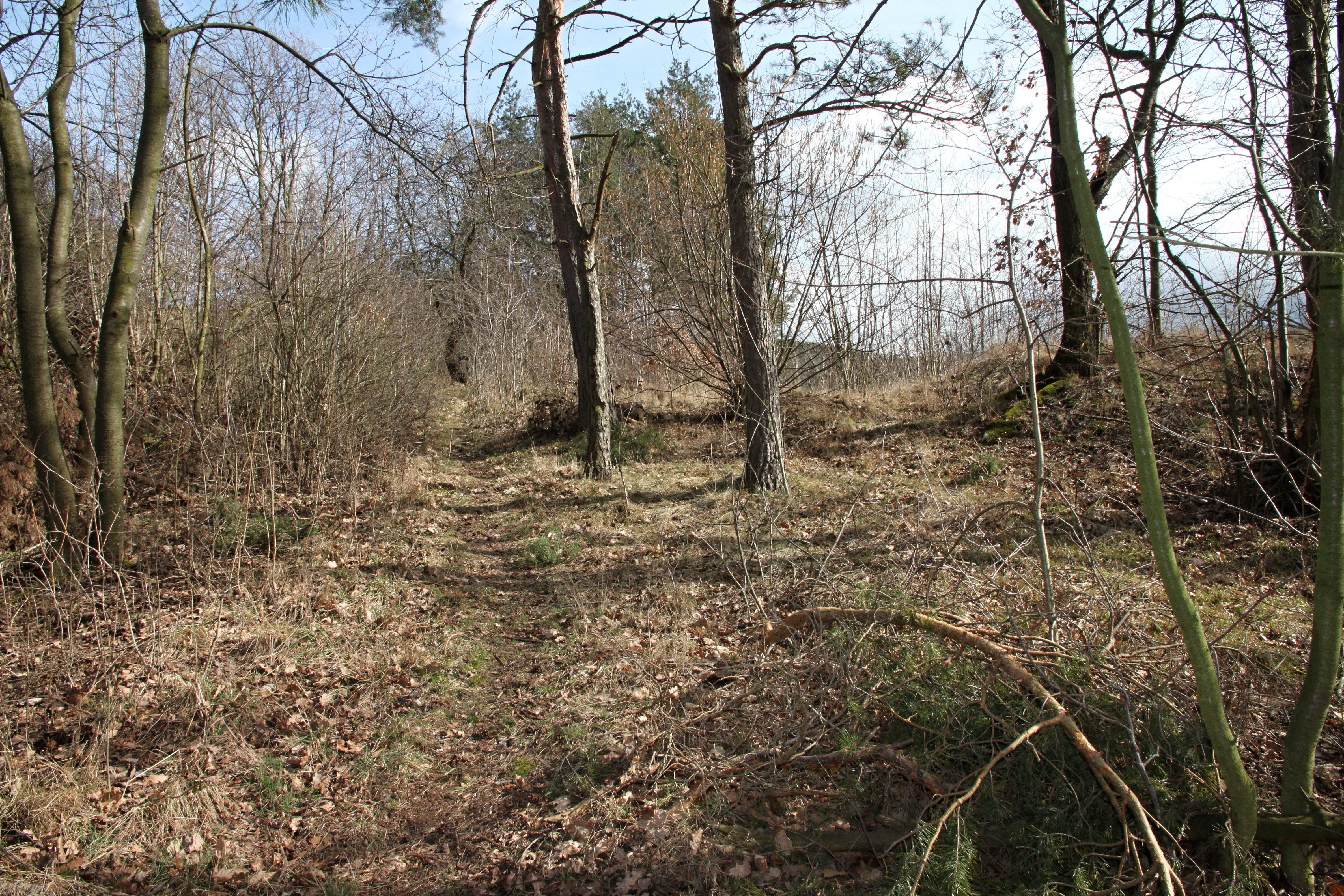
Stezka je travnatá pěšina
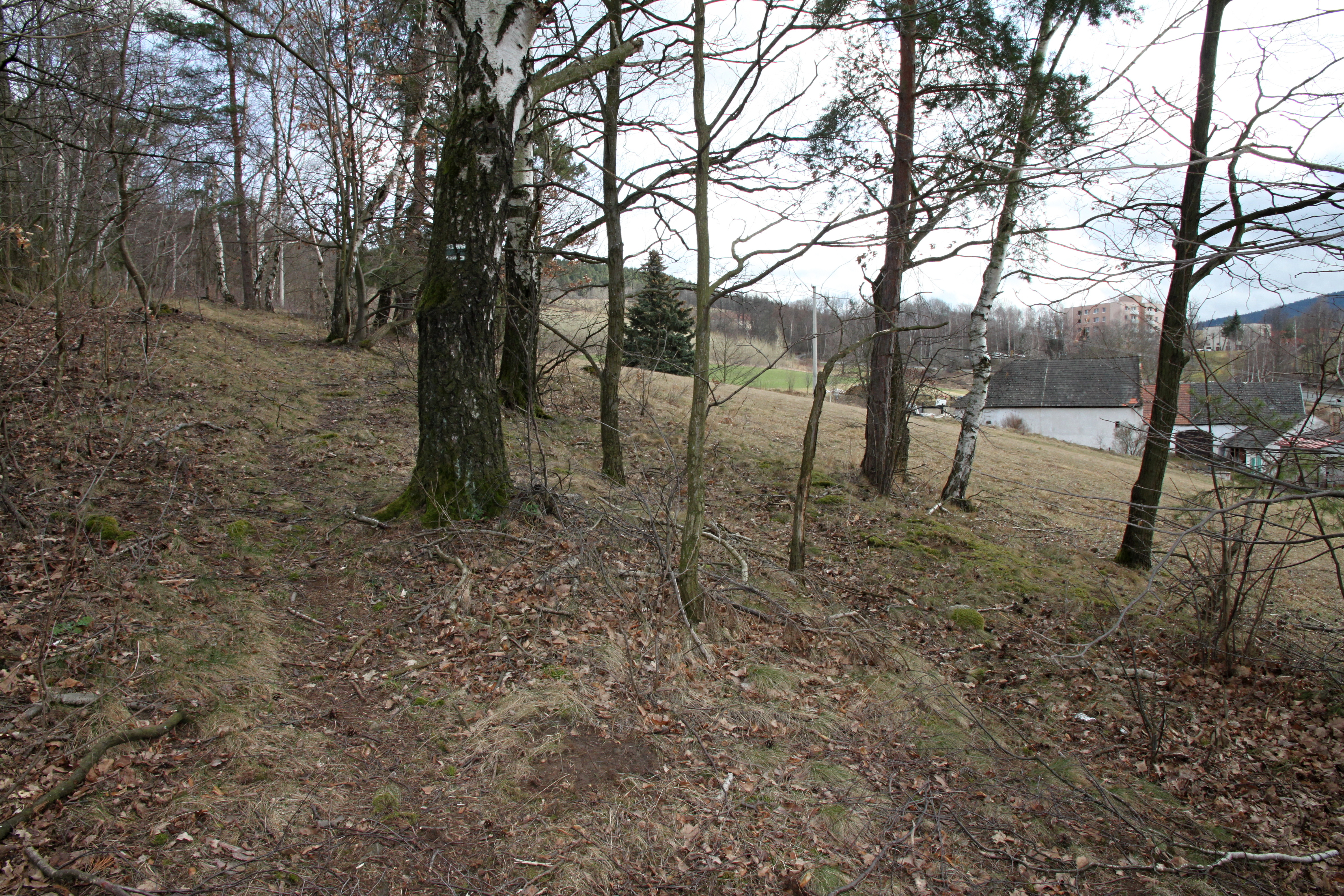
Pohled ze stezky na Irů dvůr
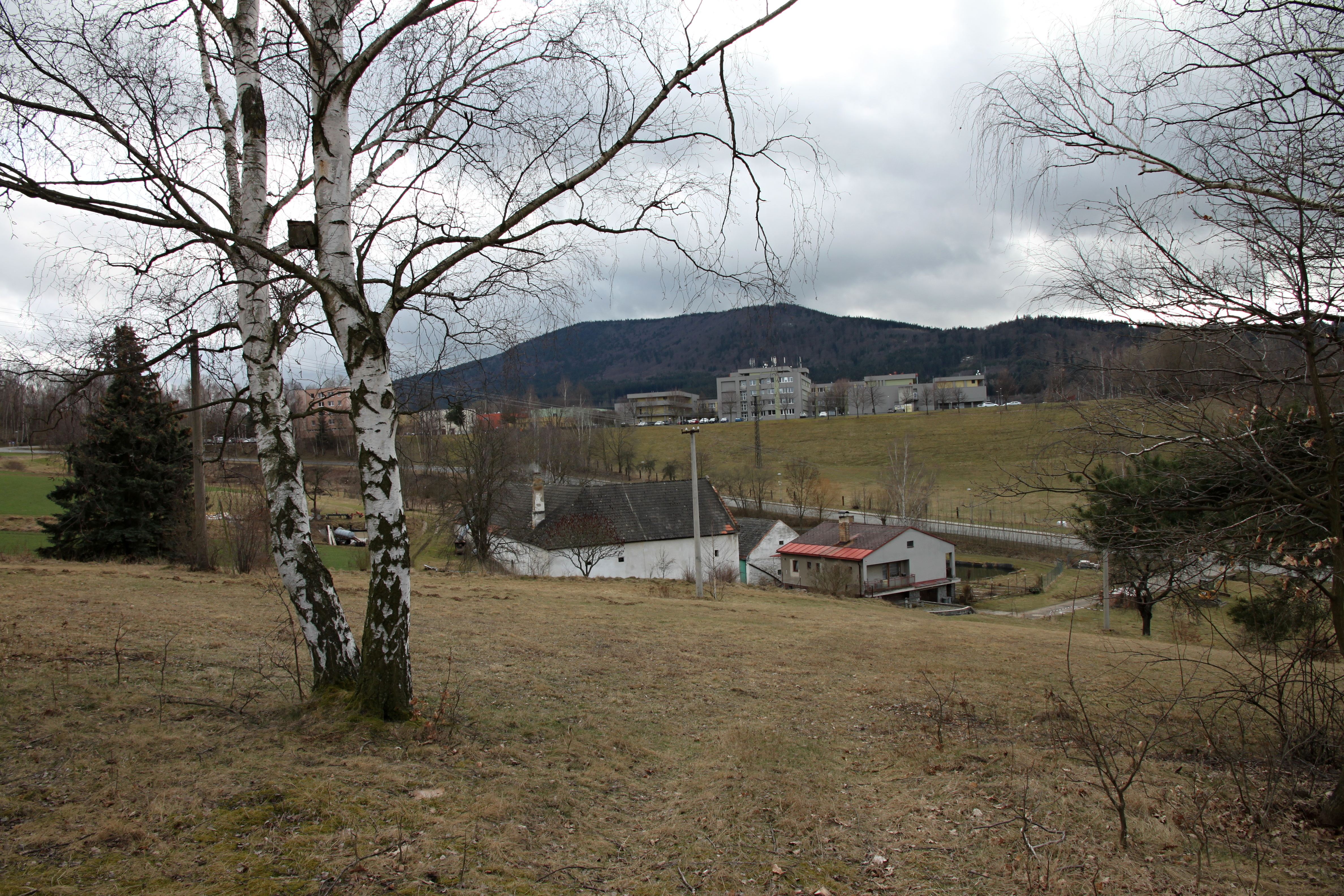
Pohled na Irů dvůr, v pozadí je nemocnice
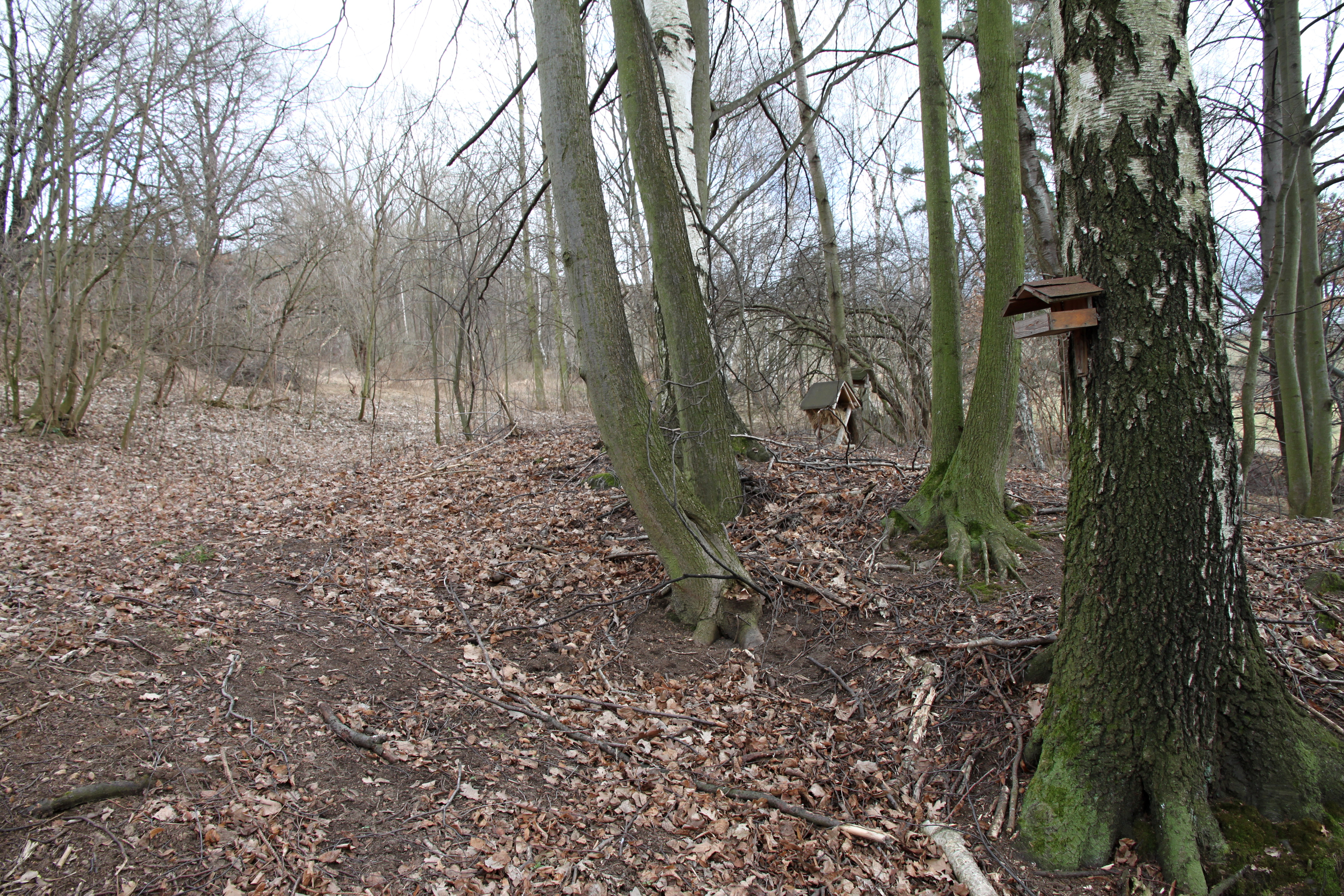
Krmelec a krmítka
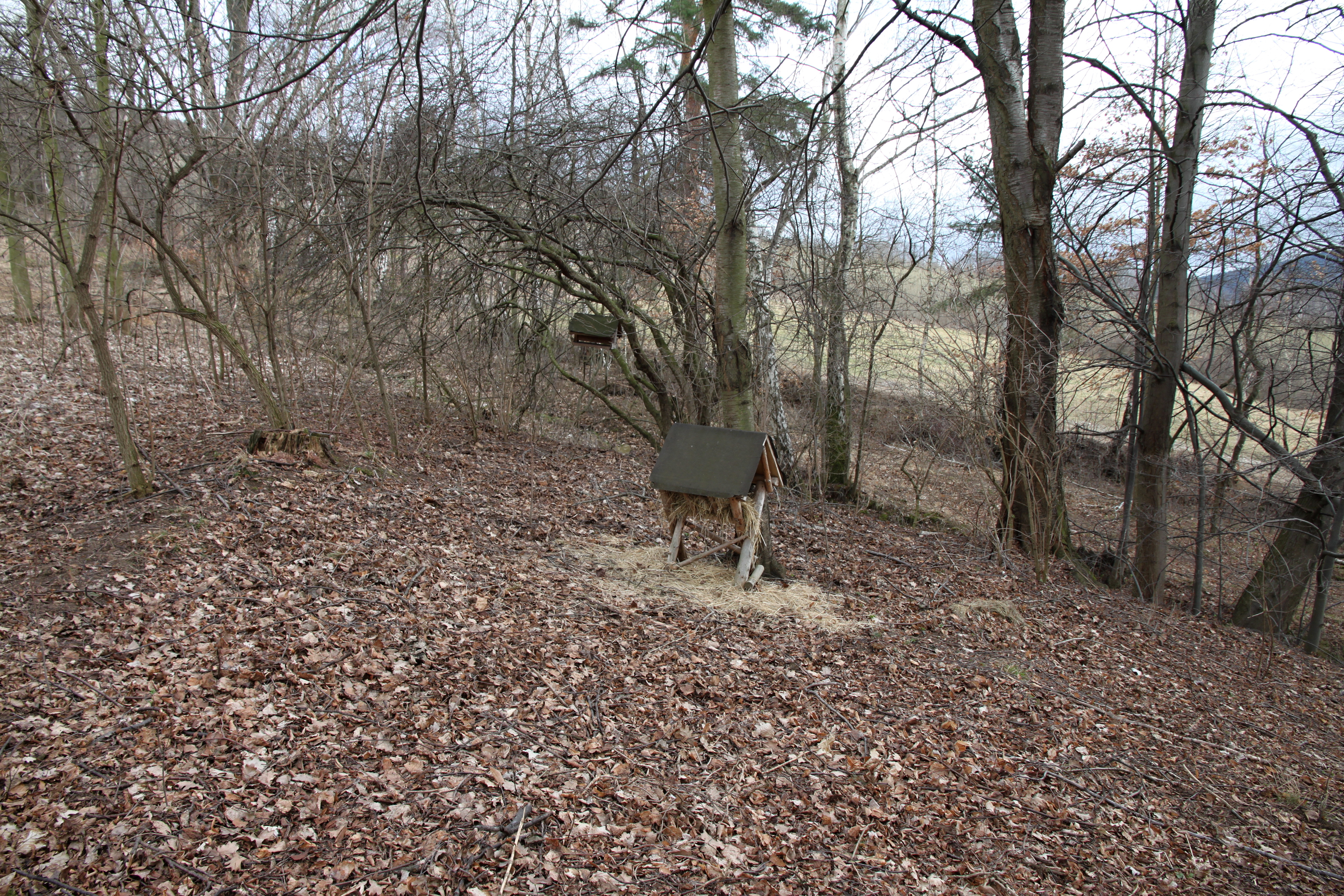
Krmelec a krmítko
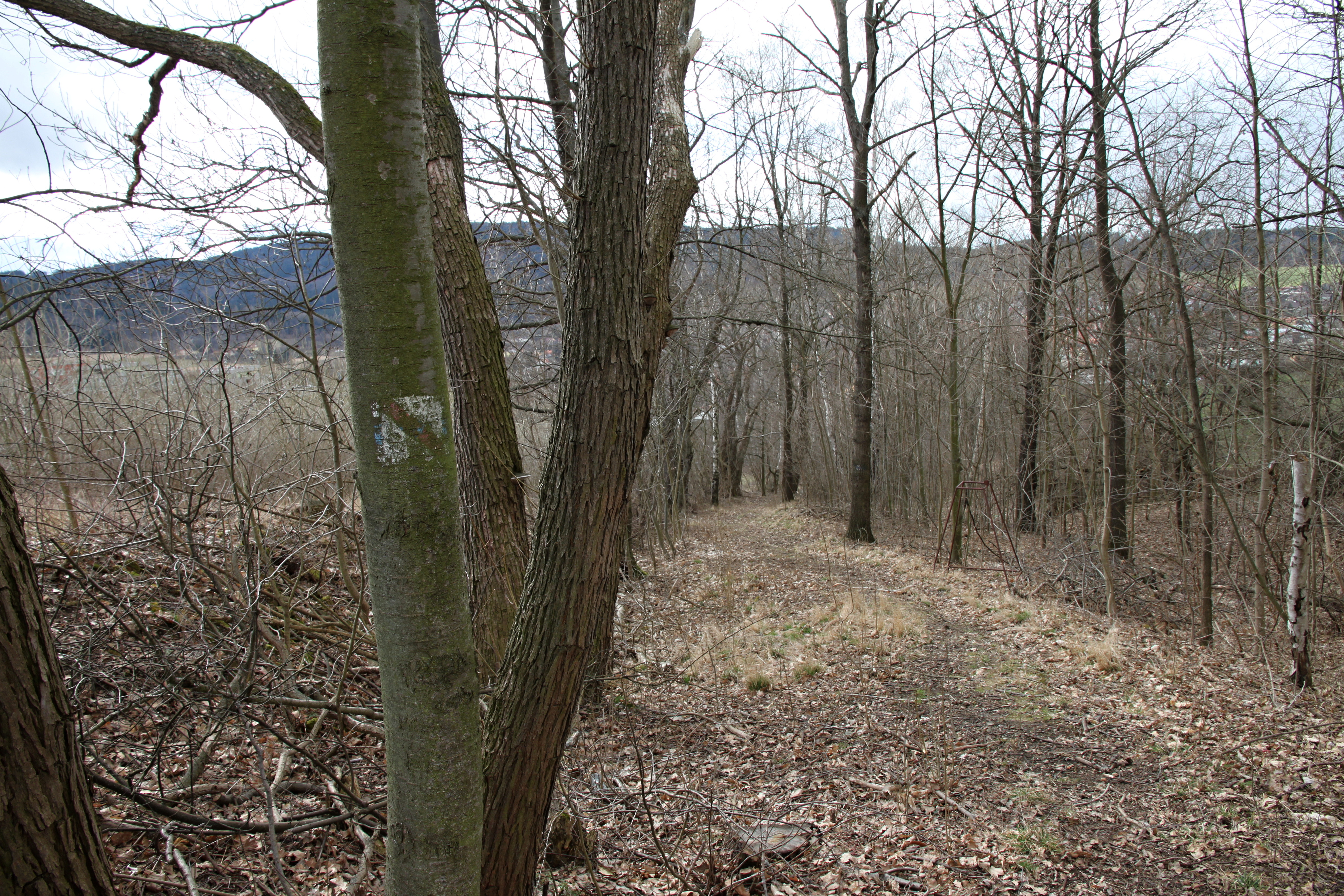
Značení stezky
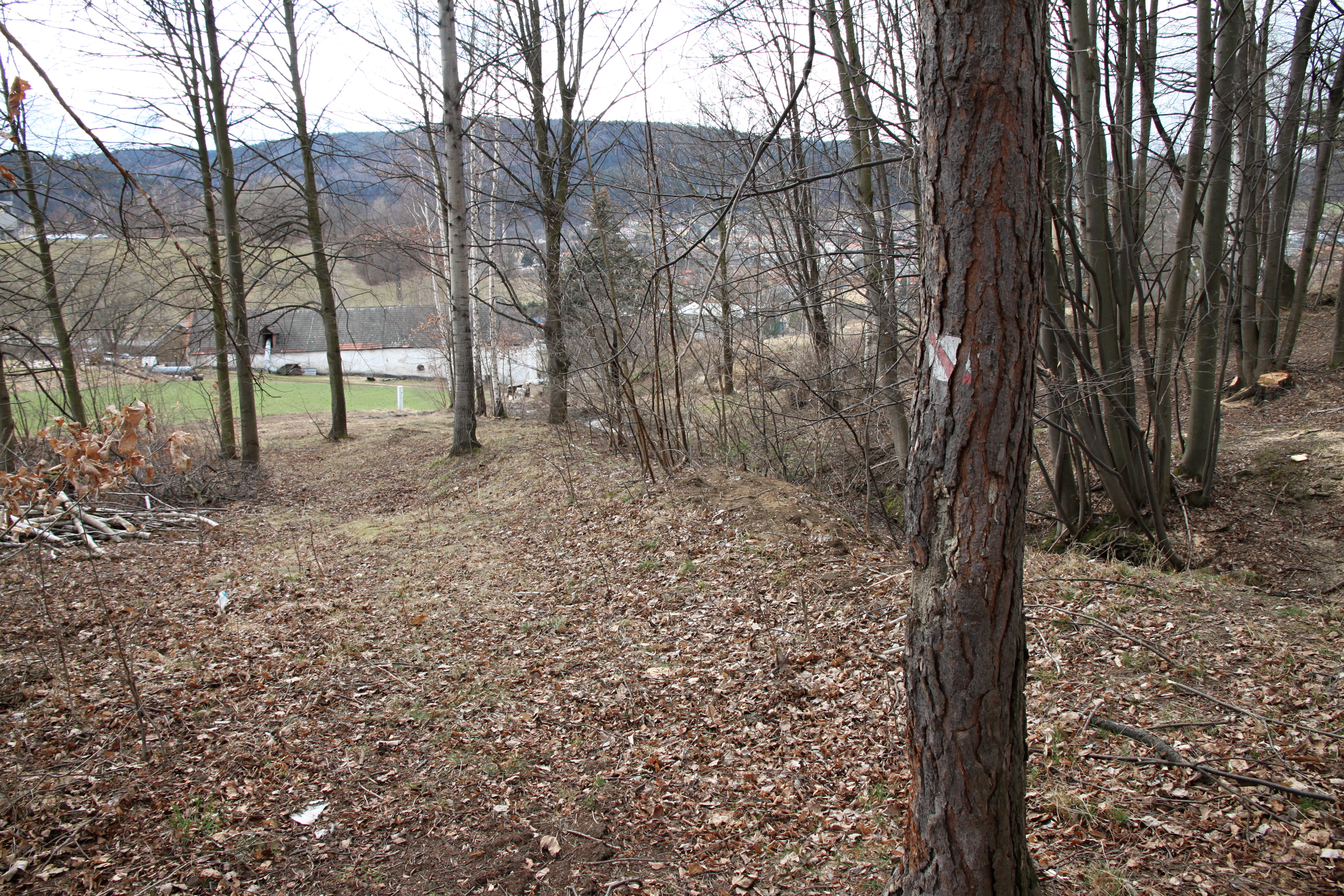
Značení stezky
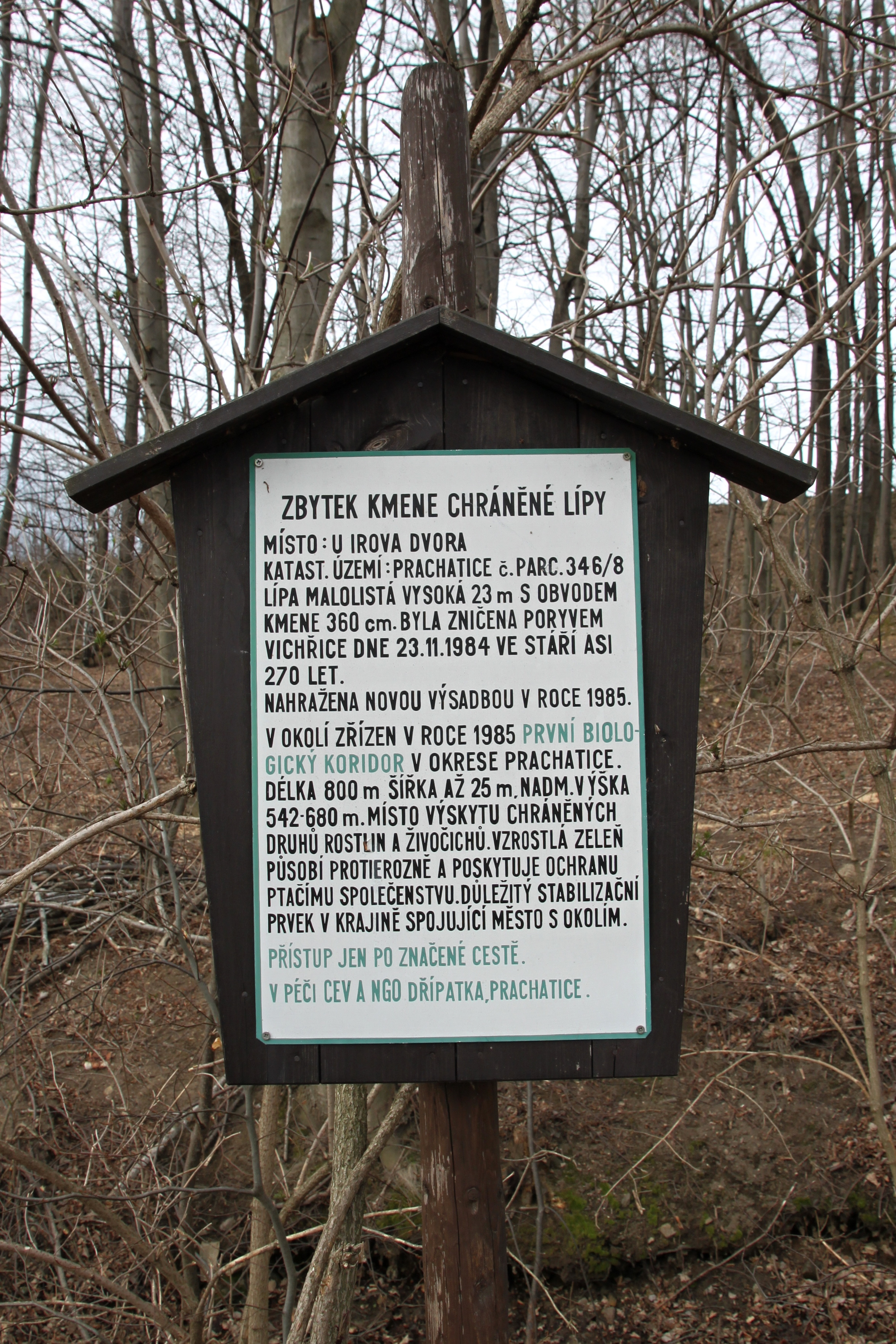
Informační tabule s podrobnými údaji o Irů lípě
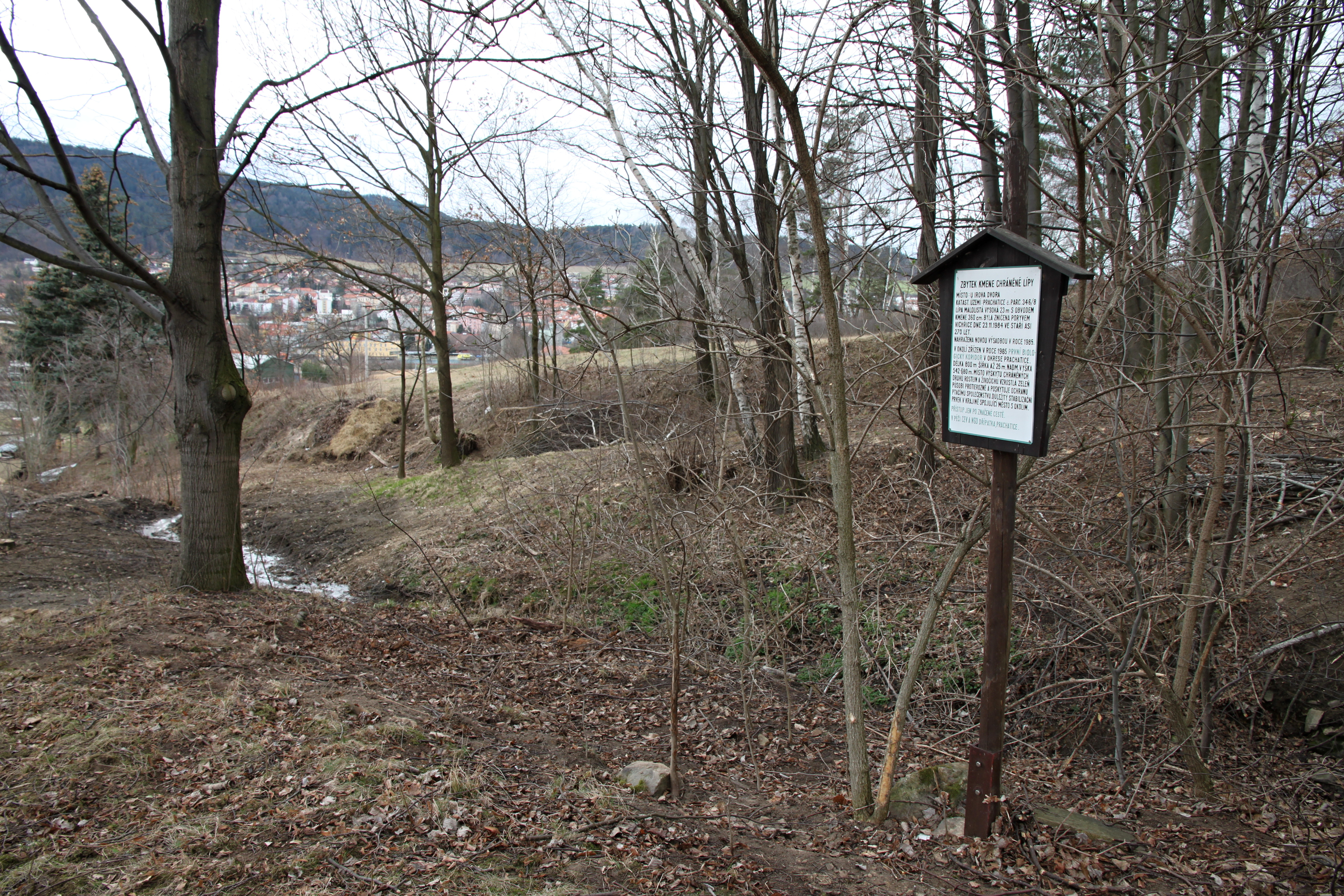
Vlevo od cedule roste nová lípa, zasazená v roce 1985
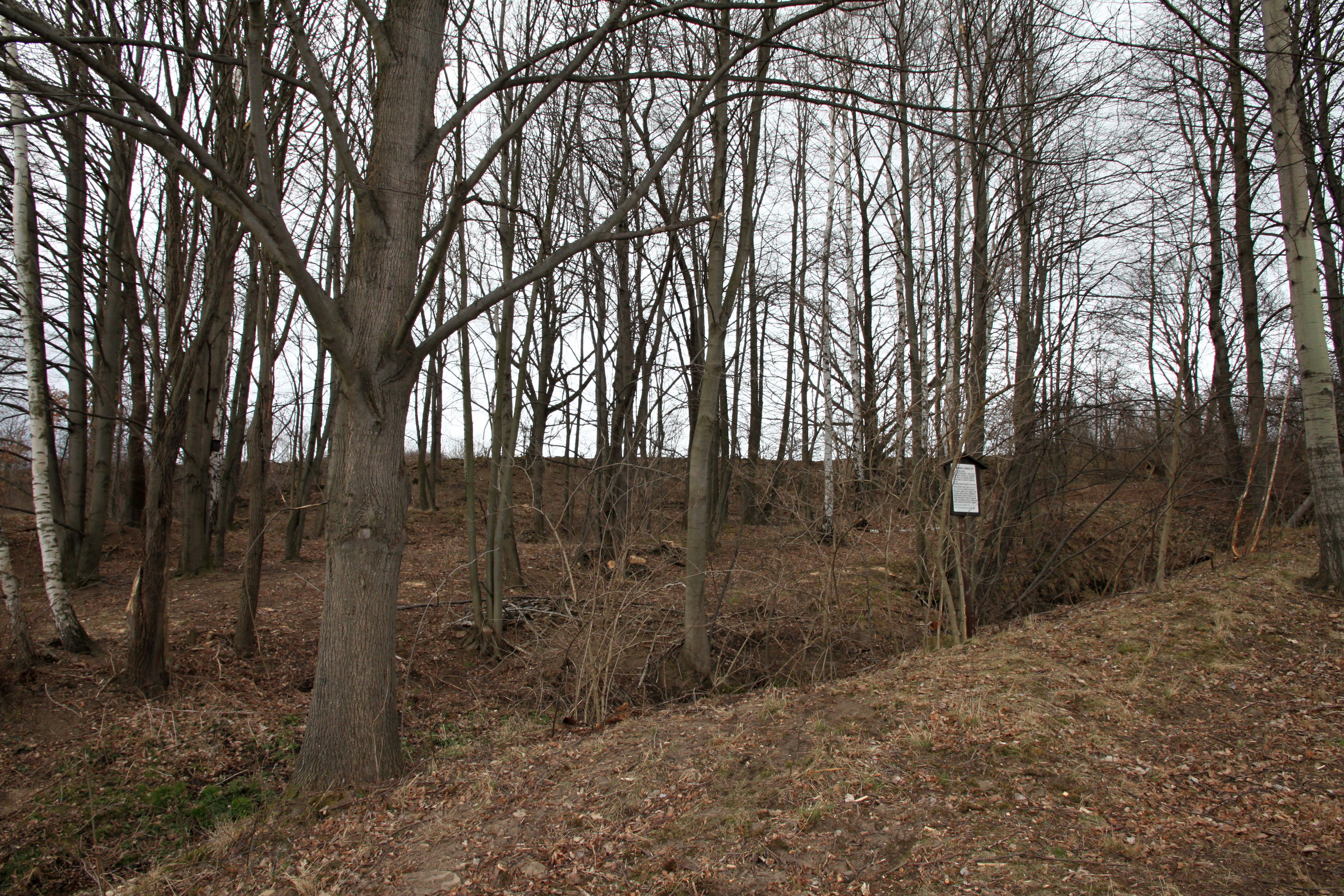
Vlevo od cedule roste nová lípa, zasazená v roce 1985
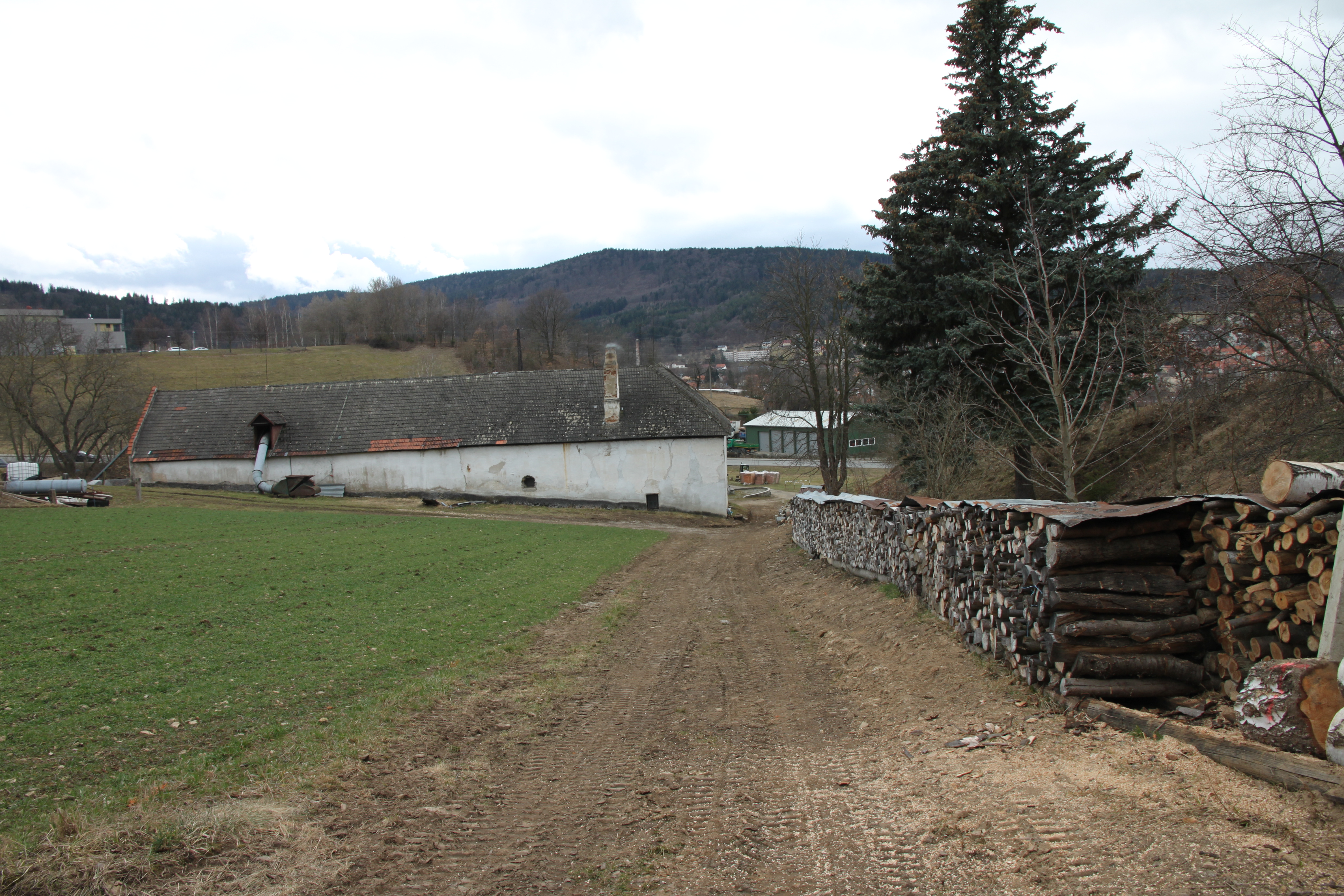
Stezka končí u Irova dvora
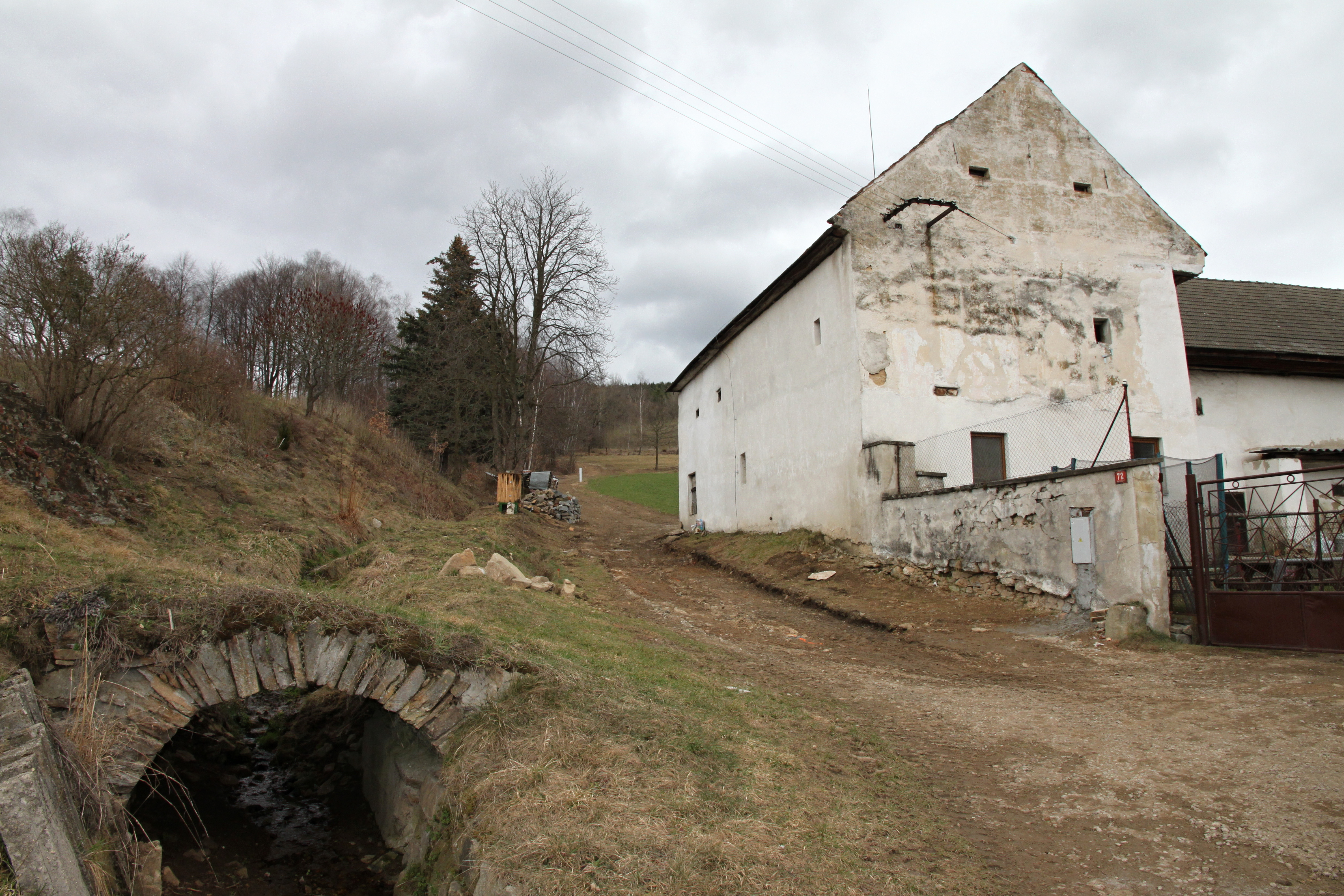
Irů dvůr
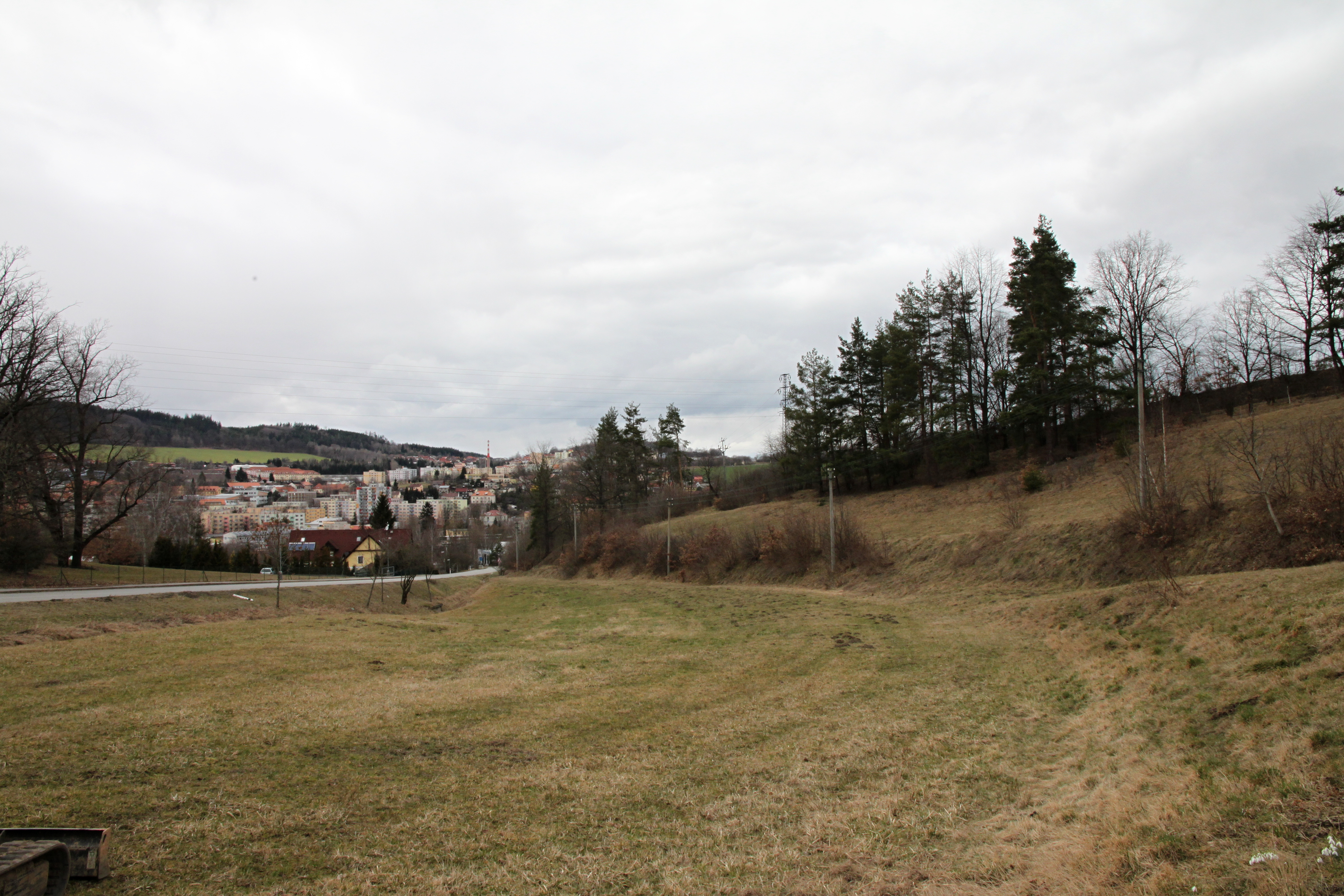
Přírodní památka Irů dvůr

Panoramatický pohled na Libín a Prachatice od východu